# 武隆站

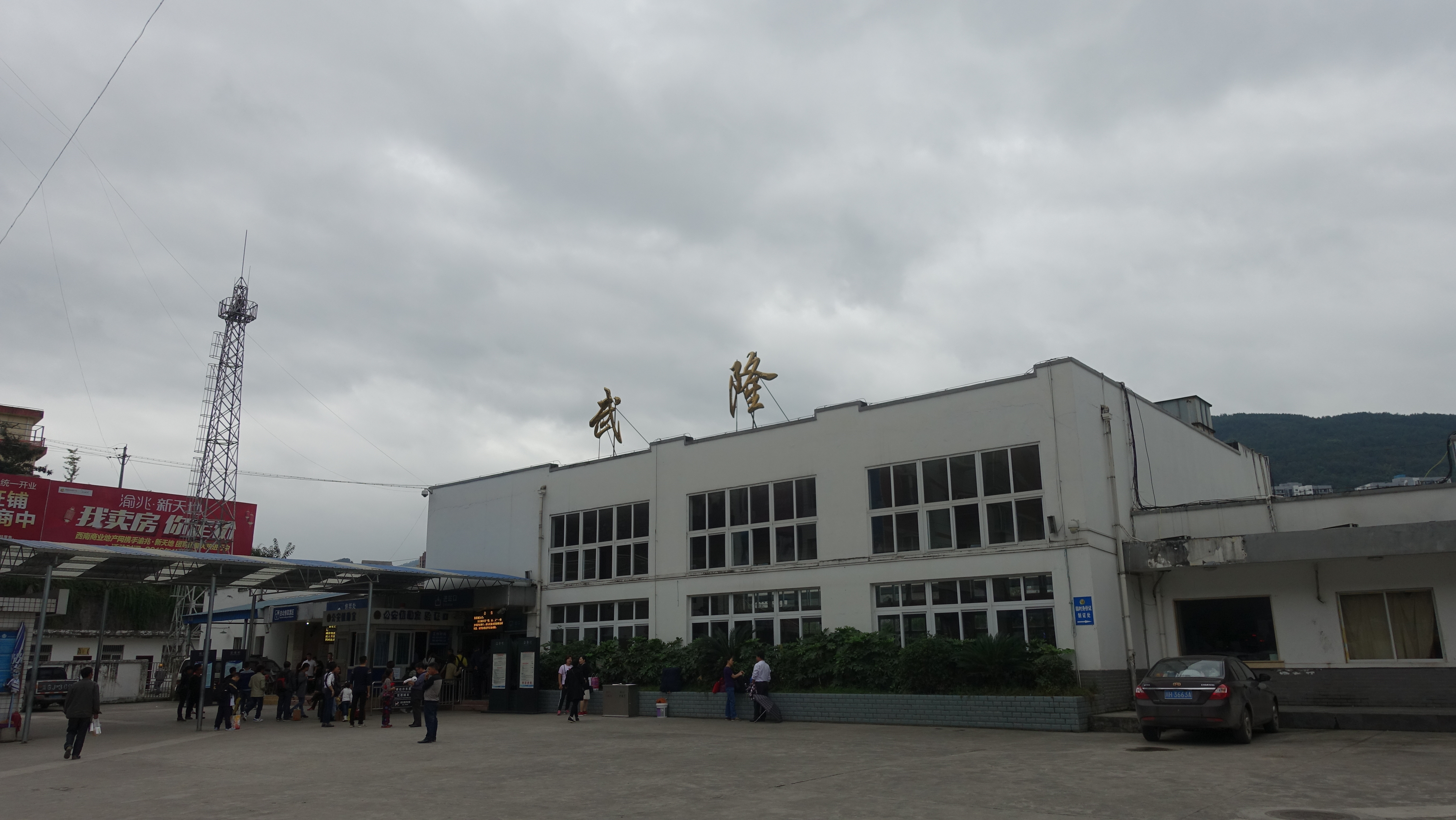
已停用的旧站房

武隆站，位于中华人民共和国重庆市武隆区，是渝怀铁路上的火车站，于2006年启用。现为中国铁路成都局集团涪陵车务段管辖的三等站，办理客运业务，不办理货运业务。
新站房于2021年2月建成启用。